# Henrik Koefoed
Henrik Koefoed Jensen R.1 (født 25. november 1955 i Kalvehave) er en dansk skuespiller og tegnefilmsdubber. Han lægger stemme til Timon og er desuden kendt som den ene fjerdedel af Ørkenens Sønner.

## Opvækst og uddannelse
Koefoed er født og opvokset i Kalvehave på Sydsjælland. Hans forældre drev Hotel Færgegaarden i Kalvehave.
Han gik i Kalvehave Skole. I en alder af 8 år kom Koefoed med i drengegarden Prins Jørgens Garde i Vordingborg, hvor han i første omgang forsøgte at spille trommer. Da de fandt ud af, at han kunne læse noder, begyndte han i stedet til at spille fløjte. Han lærte at marchere og eksercits. Efter nogle år kom han i musikkorpset, hvor han lærte at spille althorn og senere trækbasun. I 1972 var han blevet 16 år og var for stor til drengegarden og stoppede derfor. Koefoed opnåede realeksamen fra Stensved Centralskole.
Han ville oprindeligt have spillet trækbasun i et symfoniorkester, så han studerede trombone på Nordjysk Musikkonservatorium, hvor han var i to år. Herefter skulle han til optagelsesprøve ved hovedskolen, men da han glemte at øve sig, kom han ikke videre. Han blev i stedet uddannet fra Statens Teaterskole, hvor han blev færdig i 1980.
Hans første rolle var i Annie Get Your Gun på Aalborg Teater som statist.

## Karriere
Han har optrådt på en række teatre; mest på Det Kongelige Teater, hvor han i flere omgange har været en del af teatrets faste ensemble. Her har han medvirket i Én tjener og to herrer, Don Ranudo, Nero, Der var engang, Den vægelsindede, Onkel Vanja, Farvel Thomas og Regnormenes liv.
I de sidste mange år er han kendt for sin tilknytning til det lumre firkløver Ørkenens Sønner. Han spiller sammen med Niels Olsen, Søren Pilmark og Asger Reher. Hans rolle hedder Yassirfir Dosirfem, som er logens dyreven. Henrik Koefoed er musikalsk indpisker under indstudering af sangene, og samtidigt arrangør af flere af gruppens korarrangementer.
I TV har han bl.a. medvirket i serierne Mor er major, TAXA, Edderkoppen, Rejseholdet, Nikolaj og Julie og Krøniken.
Han har haft roller i tv-julekalenderne Nissebanden i Grønland, Jul i Juleland, Hallo det er jul, Krummernes Jul, Julestjerner, og Tinka og Sjælens Spejl
Han har også medvirket i kortfilmen Gråvejr.
Koefoed er endvidere tilknyttet lydbogsforlaget Momo - Skuespillernes Lydbogsværksted, hvor han har indlæst flere lydbøger.
I 2016 vandt han sammen med Søren Pilmark 1 mio. kr. i tv-quizzen Hvem vil være millionær?. Kofoed donerede sin gevinst til Lukashuset for terminalt syge børn.

## Hæder
Koefoed blev gjort til Ridder af Dannebrog den 3. december 1999. I 2009, igen på Ludvig Holbergs fødselsdag, blev han slået til Ridder af 1. grad af Dannebrog.
I 2017 blev han gjort til æreskunstner i Østermarie og fik Henrik Koefoeds Oase opkaldt efter sig. Den ligger 20 m fra Dagli'Brugsen.
I 2019 modtog han Årets Dirch ved Revyernes Revy. Han modtog prisen igen i 2024.

## Filmografi

### Film
| År   | Titel                                        | Rolle                               | Noter                          |
| ---- | -------------------------------------------- | ----------------------------------- | ------------------------------ |
| 1979 | Rend mig i traditionerne                     | David Dechel                        |                                |
| 1983 | De uanstændige                               | Thomas' stemme                      |                                |
| 1985 | Når engle elsker                             | engel                               |                                |
| 1988 | Ved vejen                                    | Bentsen                             |                                |
| 1988 | Rødtotterne og Tyrannos                      | Skolelærer                          |                                |
| 1992 | Snøvsen                                      | Rottens stemme                      |                                |
| 1992 | Krummerne 2 - Stakkels Krumme                | Politimand                          |                                |
| 1994 | Krummerne 3 - Fars gode idé                  | Politimand 2                        |                                |
| 1994 | Løvernes Konge                               | Timon                               | Og live-action filmen fra 2019 |
| 1994 | Snøvsen ta'r springet                        | Kanien Kurts' stemme                |                                |
| 1994 | Aristocats                                   |                                     |                                |
| 1996 | Aladdin og de fyrretyve røvere               | Genie                               |                                |
| 1997 | Lady og Vagabonden                           | Permand                             |                                |
| 1998 | Alice i Eventyrland                          | Tvilling Di & Dum                   |                                |
| 1998 | Løvernes Konge 2: Simbas stolthed            | Timon                               |                                |
| 1998 | Olsen-bandens sidste stik                    | Holm-Hansen                         |                                |
| 2001 | Lady og Vagabonden 2: Vaks på Eventyr        | Permand                             |                                |
| 2001 | Shrek                                        | De tre små grise, De tre blinde mus |                                |
| 2004 | Løvernes Konge 3: Hakuna Matata              | Timon                               |                                |
| 2004 | De Frygtløse: The Muuhvie                    | Willie Brødrene                     |                                |
| 2004 | Shrek 2                                      | De tre små grise, De tre blinde mus |                                |
| 2004 | Mickey, Anders, Fedtmule: De Tre Musketerer  | Bjørnebanden                        |                                |
| 2004 | Brødre                                       | Bartender                           |                                |
| 2006 | Far til fire - i stor stil                   | Landpostbud                         |                                |
| 2007 | Shrek Den Tredje                             | De tre små grise, De tre blinde mus |                                |
| 2007 | The Simpsons Movie                           | Comic Book Guy[kilde mangler]       |                                |
| 2008 | Rejsen Til Saturn                            | Læge, Rumvæsenforsker               |                                |
| 2017 | Den utrolige historie om den kæmpestore pære | Borgmester JB                       |                                |

### Tv-serier
| År        | Titel                                     | Rolle                        |
| --------- | ----------------------------------------- | ---------------------------- |
| Ukendt    | Looney Tunes                              | Daffy And                    |
| 1984      | Anthonsen                                 | N/A                          |
| 1985      | Mor er major                              | N/A                          |
| 1989      | Nissebanden i Grønland                    | Hansen                       |
| 1993      | Tintin                                    | Professor Tournesol          |
| 1993      | Jul i Juleland                            | Albert Arvidsen – bagersvend |
| 1994      | Aladdin                                   | Genie                        |
| 1994      | Riget                                     | scanningslæge                |
| 1995      | Timon & Pumba                             | Timon                        |
| 1995      | Hallo det er jul                          | Redaktør Jokumsen            |
| 1996      | Animaniacs                                | Yakko Warner                 |
| 1996      | Krummernes jul                            | Politimand                   |
| 1997      | TAXA                                      | Leif, lottovinder            |
| 1997      | Rap Sjak                                  | Raptus von And               |
| 1999      | Finn'sk fjernsyn                          | Forskellige roller           |
| 2000      | Edderkoppen                               | Pedersen                     |
| 2000-2004 | Rejseholdet                               | Politimester Hansen          |
| 2002-2003 | Nikolaj og Julie                          | Henning, episode 12          |
| 2004-2007 | Krøniken                                  | N/A                          |
| 2006      | Absalons hemmelighed                      | Korleder                     |
| 2009-2010 | Lærkevej                                  | N/A                          |
| 2012      | Julestjerner                              | Personalechefen              |
| 2013-2019 | Badehotellet (Sæson 5, afsnit "Hugormen") | Uffe Emil Vamming            |
| 2014      | 1864                                      | N/A                          |
| 2022      | Tinka og Sjælens Spejl                    | Nissetegneren                |
| 2025      | Generationer                              | Kai Johannesen               |

### Revyer
- Bornholmerrevyen – 2000
- Cirkusrevyen – 1992 & 2018[10]
- Hjørringrevyen – 1982, 1984, 1986 & 1988
- Kolding Fjord-revyen – 1990
- Mogenstrup Kro – 1985 & 1987
- Nykøbing F. Revyen – 2013 & 2019
- Pejsegården Brædstrup – 1991
- Tam Tam i Glassalen[11] – 2016
- Tivoli Frihedens revyer (Aarhus) – 1980
- Trouville Hornbæk – 1990